# Symmimetis rivula
Symmimetis rivula là một loài bướm đêm trong họ Geometridae.